# Benzil-bromid
A benzil-bromid vagy α-brómtoluol szerves vegyület, melyben egy benzolgyűrűhöz bróm-metilcsoport kapcsolódik. A toluol szobahőmérsékleten végzett brómozásával állítható elő mangán-dioxid heterogén katalizátor alkalmazásával. Színtelen folyadék, vízben lassan elbomlik.
A benzil-bromidot a szerves kémiai szintézisekben alkoholok és karbonsavak benzilcsoporttal történő védésére használják.
A benzil-bromid erősen könnyfakasztó anyag, és erősen izgatja a bőrt és a nyálkahártyákat is. Ezen tulajdonsága miatt harci gázként is használták.

## Szintézise
Benzil-bromid szintetizálható toluol brómozásával, amennyiben a reakció körülményei megfelelőek a gyökös halogénezési reakciónak::
Elemi bróm helyett N-brómszukcinimid is alkalmazható.

## Fordítás
Ez a szócikk részben vagy egészben  a   Benzyl bromide című angol Wikipédia-szócikk ezen változatának fordításán alapul.  Az eredeti cikk szerkesztőit annak laptörténete sorolja fel. Ez a jelzés csupán a megfogalmazás eredetét és a szerzői jogokat jelzi, nem szolgál a cikkben szereplő információk forrásmegjelöléseként.